# Mohamed Daramy
Mohamed Daramy (Hvidovre, 7 gennaio 2002) è un calciatore danese di origini sierraleonesi, attaccante dello Stade Reims.

## Biografia
È di origini sierraleonesi, ma è nato e cresciuto in Danimarca nel comune di Hvidovre, ottiene la cittadinanza danese nel gennaio 2020.

## Caratteristiche tecniche
Nato trequartista, può essere impiegato su tutto il fronte offensivo. Dispone di buona velocità e forza fisica.

## Carriera

### Club

#### Copenaghen
Cresciuto nel settore giovanile del Copenaghen, esordisce ufficialmente in prima squadra il 27 settembre 2018 nella partita di Coppa di Danimarca vinta 0-3 contro il Viby IF, durante la quale segna una rete e diventa al tempo stesso il più giovane marcatore nella storia del club all'età di 16 anni e 263 giorni.
Il suo debutto in Superligaen avviene invece il 2 dicembre 2018, quando subentra a Dame N'Doye al 77' minuto nella vittoria per 6-1 sul campo dell'Horsens. Il 31 marzo 2019 realizza la sua prima rete in campionato, che decide la sfida interna contro l'Esbjerg vinta per 1-0. Lascia il club danese dopo aver collezionato 74 presenze e 12 reti in campionato, comprese le partite nella fase finale.

#### Ajax e ritorno in Danimarca
Il 22 agosto 2021 viene acquistato dall'Ajax per 13 milioni di euro. Segna il suo primo gol nel campionato olandese il 18 settembre seguente nel 9-0 contro il Cambuur.
Mette insieme solo 16 presenze e 3 gol in stagione e il 3 agosto torna al Copenhagen con la formula del prestito secco.

#### Stade Reims
L'11 agosto 2023 viene ceduto a titolo definitivo allo Stade Reims.

### Nazionale
Il 24 agosto 2021, a 19 anni, viene convocato per la prima volta in nazionale maggiore. Il 1º settembre seguente esordisce con la selezione danese nel successo per 2-0 contro la Scozia, diventando il primo classe 2002 a giocare per la Danimarca. Realizza il suo primo gol con la selezione danese il 26 marzo 2024 nell'amichevole vinta 2-0 contro le Fær Øer.

## Statistiche

### Presenze e reti nei club
Statistiche aggiornate al 6 ottobre 2024.
| Stagione           | Squadra            | Campionato         | Campionato | Campionato | Coppe nazionali | Coppe nazionali | Coppe nazionali | Coppe continentali | Coppe continentali | Coppe continentali | Altre coppe | Altre coppe | Altre coppe | Totale | Totale | Totale |
| Stagione           | Squadra            | Comp               | Pres       | Reti       | Comp            | Pres            | Reti            | Comp               | Pres               | Reti               | Comp        | Pres        | Reti        | Pres   | Reti   |        |
| ------------------ | ------------------ | ------------------ | ---------- | ---------- | --------------- | --------------- | --------------- | ------------------ | ------------------ | ------------------ | ----------- | ----------- | ----------- | ------ | ------ | ------ |
| 2018-2019          | Copenaghen         | SL                 | 5+6        | 0+1        | CD              | 1               | 1               | -                  | -                  | -                  | -           | -           | -           | 12     | 2      |        |
| 2019-2020          | Copenaghen         | SL                 | 19+10      | 1+3        | CD              | 3               | 2               | UCL+UEL            | 1+8                | 0+1                | -           | -           | -           | 41     | 7      |        |
| 2020-2021          | Copenaghen         | SL                 | 18+10      | 3+2        | CD              | 1               | 0               | UEL                | 0                  | 0                  | -           | -           | -           | 29     | 5      |        |
| ago.2021           | Copenaghen         | SL                 | 6          | 2          | CD              | -               | -               | UECL               | 5                  | 2                  | -           | -           | -           | 11     | 4      |        |
| 2021-2022          | Jong Ajax          | EED                | 9          | 1          | -               | -               | -               | -                  | -                  | -                  | -           | -           | -           | 9      | 1      |        |
| 2021-2022          | Ajax               | ED                 | 12         | 1          | CO              | 2               | 2               | UCL                | 2                  | 0                  | SO          | 0           | 0           | 16     | 3      |        |
| 2022-2023          | Copenaghen         | SL                 | 18+10      | 6+2        | CD              | 6               | 1               | UCL                | 7                  | 0                  | -           | -           | -           | 41     | 9      |        |
| Totale Copenaghen  | Totale Copenaghen  | Totale Copenaghen  | 102        | 20         |                 | 11              | 4               |                    | 21                 | 3                  |             | -           | -           | 134    | 27     |        |
| 2023-2024          | Stade Reims        | L1                 | 25         | 4          | CF              | 2               | 1               | -                  | -                  | -                  | -           | -           | -           | 27     | 5      |        |
| 2024-2025          | Stade Reims        | L1                 | 2          | 0          | CF              | -               | -               | -                  | -                  | -                  | -           | -           | -           | 2      | 0      |        |
| Totale Stade Reims | Totale Stade Reims | Totale Stade Reims | 27         | 4          |                 | 2               | 1               |                    | -                  | -                  |             | -           | -           | 29     | 5      |        |
| Totale carriera    | Totale carriera    | Totale carriera    | 150        | 26         |                 | 15              | 7               |                    | 23                 | 3                  |             | -           | -           | 188    | 36     |        |

### Cronologia presenze e reti in nazionale
| Cronologia completa delle presenze e delle reti in nazionale ― Danimarca | Cronologia completa delle presenze e delle reti in nazionale ― Danimarca | Cronologia completa delle presenze e delle reti in nazionale ― Danimarca | Cronologia completa delle presenze e delle reti in nazionale ― Danimarca | Cronologia completa delle presenze e delle reti in nazionale ― Danimarca | Cronologia completa delle presenze e delle reti in nazionale ― Danimarca | Cronologia completa delle presenze e delle reti in nazionale ― Danimarca | Cronologia completa delle presenze e delle reti in nazionale ― Danimarca |
| Data                                                                     | Città                                                                    | In casa                                                                  | Risultato                                                                | Ospiti                                                                   | Competizione                                                             | Reti                                                                     | Note                                                                     |
| ------------------------------------------------------------------------ | ------------------------------------------------------------------------ | ------------------------------------------------------------------------ | ------------------------------------------------------------------------ | ------------------------------------------------------------------------ | ------------------------------------------------------------------------ | ------------------------------------------------------------------------ | ------------------------------------------------------------------------ |
| 1-9-2021                                                                 | Copenaghen                                                               | Danimarca                                                                | 2 – 0                                                                    | Scozia                                                                   | Qual. Mondiali 2022                                                      | -                                                                        | 85’                                                                      |
| 4-9-2021                                                                 | Tórshavn                                                                 | Fær Øer                                                                  | 0 – 1                                                                    | Danimarca                                                                | Qual. Mondiali 2022                                                      | -                                                                        | 42’ 46’                                                                  |
| 7-9-2021                                                                 | Copenaghen                                                               | Danimarca                                                                | 5 – 0                                                                    | Israele                                                                  | Qual. Mondiali 2022                                                      | -                                                                        | 77’                                                                      |
| 12-11-2021                                                               | Copenaghen                                                               | Danimarca                                                                | 3 – 1                                                                    | Fær Øer                                                                  | Qual. Mondiali 2022                                                      | -                                                                        | 57’                                                                      |
| 23-3-2023                                                                | Copenaghen                                                               | Danimarca                                                                | 3 – 1                                                                    | Finlandia                                                                | Qual. Euro 2024                                                          | -                                                                        | 65’                                                                      |
| 26-3-2023                                                                | Astana                                                                   | Kazakistan                                                               | 3 – 2                                                                    | Danimarca                                                                | Qual. Euro 2024                                                          | -                                                                        | 65’                                                                      |
| 16-6-2023                                                                | Copenaghen                                                               | Danimarca                                                                | 1 – 0                                                                    | Irlanda del Nord                                                         | Qual. Euro 2024                                                          | -                                                                        | 90+2’                                                                    |
| 17-10-2023                                                               | Serravalle                                                               | San Marino                                                               | 1 – 2                                                                    | Danimarca                                                                | Qual. Euro 2024                                                          | -                                                                        | 62’                                                                      |
| 20-11-2023                                                               | Belfast                                                                  | Irlanda del Nord                                                         | 2 – 0                                                                    | Danimarca                                                                | Qual. Euro 2024                                                          | -                                                                        | 61’                                                                      |
| 26-3-2024                                                                | Brøndbyvester                                                            | Danimarca                                                                | 2 – 0                                                                    | Fær Øer                                                                  | Amichevole                                                               | 1                                                                        | 46’ 70’                                                                  |
| Totale                                                                   |                                                                          | Presenze                                                                 | 10                                                                       |                                                                          | Reti                                                                     | 1                                                                        |                                                                          |

## Palmarès
- Campionato danese: 2

Copenaghen: 2018-2019, 2022-2023
- Eredivisie: 1

Ajax: 2021-2022
- Coppa di Danimarca: 1

Copenaghen: 2022-2023